# Boronia quinkanensis
Boronia quinkanensis är en vinruteväxtart som beskrevs av M. F. Duretto. Boronia quinkanensis ingår i släktet Boronia och familjen vinruteväxter. Inga underarter finns listade i Catalogue of Life.